# 합천소방서
합천소방서(陜川消防署, Hapcheon Fire Station)는 경상남도 합천군을 관할하는 경상남도 소방본부 산하의 소방서이다.
소방서장은 소방정으로 보한다.

## 조직
| - 소방행정과 - 소방행정팀 - 예산장비팀 | - 예방대응과 - 예방지도팀 - 구조구급팀 - 대응조사팀 |

## 관할센터 및 관할구역
합천소방서는 4개의 119안전센터와 1개의 구조대를 산하에 두고 있다.
| 명칭                 | 사진 | 주소               | 관할구역                               | 지역대                        |
| -------------------- | ---- | ------------------ | -------------------------------------- | ----------------------------- |
| 합천119안전센터      |      | 합천읍 인덕로 2453 | 합천읍, 율곡면, 용주면, 대병면, 대양면 | 대병119구급지원센터           |
| 초계119안전센터      |      | 초계면 양동로 6-16 | 초계면, 적중면, 청덕면, 덕곡면         | 덕곡119구급지역대             |
| 북부119안전센터      |      | 야로면 시장길 6-5  | 묘산면, 봉산면, 가야면, 야로면         | 가야119지역대 해인사119지역대 |
| 삼가119안전센터      |      | 삼가면 삼가로 287  | 삼가면, 가회면, 쌍책면                 |                               |
| 합천소방서 119구조대 |      | 합천읍 인덕로 2453 | 경상남도 합천군 일원                   |                               |

## 같이 보기
- 대한민국 소방청
- 대한민국의 소방
- 대한민국 소방공무원